# National Botanic Garden of Wales
National Botanic Garden of Wales är ett naturreservat i Storbritannien.   Det ligger i kommunen Carmarthenshire och riksdelen Wales, i den södra delen av landet, 280 km väster om huvudstaden London.